# FA Charity Shield 1911
Lo FA Charity Shield 1911, noto in italiano anche come Supercoppa d'Inghilterra 1911, è stata la 4ª edizione della Supercoppa d'Inghilterra.
Si è svolto il 25 settembre 1911 allo Stamford Bridge di Londra tra il Manchester United, vincitore della First Division 1910-1911, e lo Swindon Town, vincitore della Southern Football League 1910-1911.
A conquistare il titolo è stato il Manchester United che ha vinto per 8-4 con 6 reti di Harold Halse e una a testa di Sandy Turnbull e George Wall.
Questa partita è quella con il maggior numero di marcature nell'ambito della Supercoppa d'Inghilterra (12) e le 6 reti segnate da Harold Halse sono il maggior numero di gol realizzati da un solo calciatore nella competizione. Parte dell'incasso della partita è successivamente stato donato ai sopravvissuti al naufragio del Titanic.

## Partecipanti
| Squadre        | Qualificazione                                     | Partecipazioni precedenti (il grassetto indica la vittoria) |
| -------------- | -------------------------------------------------- | ----------------------------------------------------------- |
| Manchester Utd | Vincitore della First Division 1910-1911           | 1 (1908)                                                    |
| Swindon Town   | Vincitore della Southern Football League 1910-1911 | Nessuna                                                     |

## Tabellino
| Londra 25 settembre 1911                                                                | Manchester United | 8 – 4 referto                     | Swindon Town | Stamford Bridge (12.000 spett.) |
| \| \| \| \| \| Halse Turnbull Wall \| Marcatori \| Fleming Wheatcroft Tout Jefferson \| |                   |                                   |              |                                 |
|                                                                                         |                   |                                   |              |                                 |
| Halse Turnbull Wall                                                                     | Marcatori         | Fleming Wheatcroft Tout Jefferson |              |                                 |

### Formazioni
| Manchester Utd: |    |                 |
|                 |    |                 |
| P               | 1  | Hugh Edmonds    |
| D               | 2  | Leslie Hofton   |
| D               | 3  | George Stacey   |
| C               | 4  | Dick Duckworth  |
| C               | 5  | Charlie Roberts |
| C               | 6  | Alex Bell       |
| A               | 7  | Billy Meredith  |
| A               | 8  | Mickey Hamill   |
| A               | 9  | Harold Halse    |
| A               | 10 | Sandy Turnbull  |
| A               | 11 | George Wall     |
| Allenatore:     |    |                 |
| Ernest Mangnall |    |                 |

| Swindon Town: |    |                   |
|               |    |                   |
| P             | 1  | Len Skiller       |
| D             | 2  | Harry Kay         |
| D             | 3  | Billy Tout        |
| C             | 4  | Frank Handley     |
| C             | 5  | Charlie Bannister |
| C             | 6  | Billy Silto       |
| A             | 7  | Bob Jefferson     |
| A             | 8  | Harold Fleming    |
| A             | 9  | Freddy Wheatcroft |
| A             | 10 | Archie Bown       |
| A             | 11 | Sammy Lamb        |
| Allenatore:   |    |                   |
| Sam Allen     |    |                   |